# Temnurus
Temnurus je rod ptáků z čeledi krkavcovití (Corvidae).

## Systém
Seznam dosud žijících druhů:
- Straka vruboocasá - Temnurus temnurus